# La Charité de saint Martin (Follainville-Dennemont)
La Charité de saint Martin de l'église Saint-Martin à Follainville-Dennemont, une commune du département des Yvelines dans la région Île-de-France en France, est une sculpture créée au XVIe siècle. Le groupe sculpté est classé monument historique au titre d'objet le 17 juin 1977. 
Ce groupe sculpté illustre une scène de la vie de saint Martin de Tours, alors qu'il est jeune soldat romain en garnison à Amiens. 
Saint Martin est ici figuré sous les traits d'un jeune homme pensif, coiffé de cheveux longs bouclés, sous un chapeau bords recourbés. Le mendiant manque aujourd'hui. L'insistance sur les détails ornementaux, la délicatesse des traits et du décor évoquent le développement de la sculpture médiévale en Normandie et en Picardie. 